# Prise d'otage de Sacramento
 (janvier 2019).
Le 4 avril 1991, à Sacramento, en Californie, 41 personnes ont été prises en otage dans un magasin Good Guys! situé près du centre commercial Florin, par quatre hommes armés après un braquage. Au cours de la prise d'otage, trois otages et trois des quatre preneurs d’otages ont été tués. Le quatrième preneur d'otages a été capturé par les autorités et quatorze autres otages ont été blessés au cours de la crise. À ce jour, cette prise d'otage reste la plus grande opération de sauvetage d'otages de l'histoire des États-Unis, plus de quarante otages ayant été détenus sous la menace de pistolet.

## Déroulement de la crise

### Début du siège
Juste avant 14h00 le 4 avril 1991, quatre jeunes réfugiés vietnamiens - les frères Loi Khac Nguyen, 21 ans; Pham Khac Nguyen, 19 ans; et Long Khac Nguyen, 17 ans; ainsi que leur ami, Cuong Tran, 17 ans - sont entrés dans le parking de The Good Guys! dans la zone sud du comté de Sacramento, après avoir échoué un vol à un autre endroit. Le groupe, qui fait partie du gang Oriental Boys, a quitté leur véhicule, une Toyota Corolla de 1982, et sont entrés dans le magasin avec trois pistolets et un fusil de chasse. Ils ont rassemblé les clients et le personnel, y compris un voleur à l'étalage qui tentait de quitter le magasin, et ont commencé à tirer.

### Intervention policière et réponse des médias
Les forces du département du shérif du comté de Sacramento se sont immédiatement adressés aux membres de l'équipe du magasin en congé.
Au fur et à mesure que la situation évoluait, les médias locaux se sont rendus sur les lieux de l’événement et ont retransmis l'incident qui se déroulait. Ils ont pu obtenir des images de l'événement grâce aux immenses portes d'entrée en verre du magasin, qui permettaient aux équipes vidéo de voir le magasin où les preneurs d'otages alignaient certains des otages devant l'entrée comme des boucliers humains.

### Surveillance et négociation
Conformément au mode opératoire standard, l’équipe d'intervention a obtenu un plan du bâtiment, qui a été copié et distribué aux membres de l’équipe. L'équipe SED a été informée qu'il n'y avait qu'une seule entrée du magasin qui ne soit pas sous alarme : une entrée de fret située à l'arrière du magasin. Leur seule option serait d’entrer dans la zone des otages au nord du bâtiment. L'équipe d'intervention a pénétré dans le magasin de tissus et s'est lentement mise en place. Les criminels ont apparemment entendu des mouvements de la part de la police alors que des cris de "rester à l'écart de la porte" venaient de l'intérieur du magasin.
L'un des membres de l'équipe d'intervention a retiré un panneau de plafond dans le couloir entre les deux bâtiments et a inséré un miroir monté sur un poteau. Il a pu observer les sujets ordonnant aux otages de placer de grandes boîtes contre la porte arrière pour bloquer l’entrée. Une fois la porte barricadée, la zone a été abandonnée. L’équipe a installé une caméra fisheye, mais son utilisation a été limitée en raison de la conception du magasin, qui ne montre qu’une partie de la salle d’exposition près de la porte. À ce moment-là, les otages avaient été ligotés avec du fil de haut-parleur et rangés à l'intérieur des portes d'entrée en verre du magasin, debout et à genoux.
Pendant plus de deux heures, le CINT du département a tenté de mettre fin à l'incident de manière pacifique en négociant avec les preneurs d'otages. Les preneurs d'otages ont exigé 4 millions de dollars, quarante racines de ginseng vieux de 1 000 ans, un hélicoptère militaire de 50 soldats et un transport pour tous en Thaïlande après un arrêt de ravitaillement en carburant en Alaska. Tout au long de l'incident, les preneurs d'otages n'ont pas présenté de revendications claires aux négociateurs.
Une demande qui est restée constante était la demande de gilets pare-balles. Les gilets ont été obtenus par la police et un autre a été échangé contre plusieurs otages. Un autre avantage de l’échange était qu’il permettait à la police d’obtenir des informations sur la situation actuelle dans le magasin. L'un des otages libérés a révélé que les coups de feu entendus plus tôt étaient ceux des preneurs d'otages qui avaient tiré sur les caméras de sécurité du magasin et qu'aucun des otages n'avait été blessé jusqu'à présent. Peu de temps après, d'autres coups de feu ont été entendus, mais ce sont les preneurs d'otages qui ont testé le gilet.
À un moment donné au cours des négociations, le négociateur des preneurs d'otages, qui s'est dit "thaïlandais", a accepté de se rendre à la police, mais uniquement si elle était autorisée à conserver ses gilets pare-balles et ses armes en prison. Il a mis de côté le téléphone et a commencé à discuter de la situation avec ses partenaires. À ce stade, de nombreux agents impliqués ont estimé que les échanges pourraient déboucher sur un règlement négocié. Soudain, le téléphone est tombé en panne et le CINT a immédiatement tenté de rétablir le contact avec le magasin. Lors de la première tentative, le téléphone était occupé et à la deuxième tentative, un suspect se faisant appeler "Number One" a répondu au téléphone, informant tout le monde qu'il contrôlait maintenant. À partir de ce moment, la situation a commencé à se détériorer rapidement. Des coups de feu ont de nouveau été tirés sur les caméras de sécurité du magasin.

### Entrée
Environ huit heures après le début de l'incident, les preneur d'otage ont tiré dans la jambe d'un otage de vingt ans, à la demande de celui-ci, en échange de sa liberté. Tout ce qu'il avait à faire était de transmettre le message du gang et son sort aux médias locaux. Ils ont affirmé qu'ils essayaient d'attirer l'attention sur les problèmes de leur pays d'origine et qu'ils étaient en mission suicide. À un moment donné, la police a tenté de faire passer tous les sujets dans la zone de télévision du magasin en mettant l'otage aux informations, mais malheureusement cette tactique n'a pas fonctionné et l'équipe a finalement reçu le "feu vert". Le sniper Jeffrey Boyes donnerait le signal d'exécuter l'assaut. Boyes avait reçu l'autorisation de tirer sur n'importe quel preneur d'otage sur lequel il pouvait obtenir une ligne de mire dégagée.
Peu de temps après que l'otage ait été touché à la jambe, il a été décidé de rentrer. Un deuxième gilet pare-balles a été livré à la porte d'entrée et une otage a été envoyée pour le récupérer, les poignets attachés derrière elle et attelé avec un cordon de haut-parleur supplémentaire. Pendant ce temps, des armes à feu ont été placées sur la tête des otages. Un autre otage a été au téléphone et il a informé la police que les sujets allaient commencer à exécuter des otages.
Alors que la porte était ouverte et que la femme était à mi-chemin sur le chemin pour récupérer le gilet, Boyes a été en mesure de tirer sur un preneur d'otages. La balle a été déviée par la porte vitrée alors qu'elle se fermait.
Immédiatement, les preneurs d'otages ont couru en arrière, tirant sur les otages assis qui étaient attachés en rangée derrière la porte vitrée, à la vue des caméras de télévision diffusant l'événement en direct. Boyes a envoyé "Go" par radio et l'équipe de SED a immédiatement frappé la porte. Une grenade paralysante a été lancée dans le magasin depuis l’extérieur et Curt Warburton, l’un des employés de Good Guys, a réussi à se mettre en sécurité à travers la porte en verre brisée. "Number One", à présent abasourdi et désorienté, a réussi à se détacher des yeux de Boyes et à se mettre à l'abri derrière un grand pilier. Il a ensuite immédiatement commencé à tirer avec son arme sur des otages plus attachés.
Il a fallu deux à trois secondes à l’équipe pour entrer par la porte arrière du bâtiment à cause des «barricades» érigées plus tôt.
Alors que l'équipe commençait à se déplacer vers l'avant du magasin, les preneurs d'otages restants ont immédiatement commencé à tirer sur l'équipe d'intervention et les otages. À ce moment-là, des agents se trouvant à l'extérieur du magasin l'ont emmenée en sécurité. Peterson tombe en arrière, tout comme un tir de fusil de chasse a immédiatement soufflé dans la zone où il se trouvait. Les membres de son équipe pensaient à tort qu'il avait été touché au visage par le tir. Alors que Peterson commençait à se lever, Devlin et Kelly tentèrent de contourner le suspect armé de fusil de chasse qui leur avait tiré dessus une nouvelle fois, avant d'être pris sous le feu par l'équipe.

### Suspects abattus
Simultanément, du côté ouest du magasin, l’équipe a tiré sur l’un des suspects (Cuong Tran) avant qu’il puisse réagir. Ensuite, ils ont repéré un deuxième suspect armé (Pham Nguyen) et ont tiré sur lui, mais il a disparu dans le chaos de la foule en otages criante et paniquée. Ensuite, "Number One" (Long Nguyen) a été abattu.
À ce stade, l’équipe ne pouvait comptabiliser que trois des suspects et a immédiatement entamé une recherche systématique du quatrième. Price et Hamell ont découvert un homme asiatique non armé (Loi Nguyen) vêtu d'un gilet et allongé sur le sol. Une fois qu'il a été retourné, ils ont découvert qu'il avait une blessure de calibre.223.

## Conséquences

### Victimes
Au cours de l'assaut, les suspects ont blessé onze otages et en ont tué trois. Trois autres otages ont été blessés par des éclats de verre. Sur les quatre suspects, trois ont été tués par l’équipe d’entrée et un, "Thai", a été blessé. Aucun membre des équipes du SED n’a été blessée. Les morts étaient des employés du magasin, Kris Edward Sohne et John Lee Fritz, ainsi que le client Fernando Gutierrez. La nièce de Gutierrez, Lisa Joseph, était également une otage. Elle a ensuite écrit le livre Heads or Tails: Une véritable histoire d'otages sur la terreur, la torture et la survie ultime à propos de son épreuve.

### Procès et poursuites
Lorsque l'affaire a été jugée, le juge WJ Harpham a déclaré : "Il est difficile de trouver des adjectifs pour la terreur que l'accusé a infligée à ces otages."  Il a condamné Loi Khac Nguyen à 41 peines d'emprisonnement à vie consécutives. Il a été reconnu coupable de trois chefs de meurtre - ceux de Kris Edward Sohne, John Fritz et Fernando Gutierrez - et de 38 chefs d’enlèvement,. Les informations qui ont fait surface lors du procès de Nguyen ont révélé que la motivation des hommes pour ce crime était qu'ils étaient frustrés par leur incapacité d'apprendre l'anglais et de trouver un emploi. Nguyen a d'abord purgé sa peine à perpétuité à la prison d'État de Californie, à Lancaster. À un moment donné, il a été transféré à la prison d'État de Californie, à Centinela, où il purge actuellement sa peine de réclusion à perpétuité. Son CDCR nombre est J69791.
Le bâtiment Good Guys! est devenu par la suite un magasin Dollar Tree, qui a été modifié pour que les portes se trouvent sur le côté du bâtiment plutôt que sur le devant. Ce Dollar Tree se tient toujours et est toujours dans les affaires.